# Poblat ibèric del Puig Castellar
|  | Per a altres significats, vegeu «Puig Castellar». |

El poblat ibèric del Puig Castellar és un poblat iber situat a Santa Coloma de Gramenet (Barcelonès), al cim del Puig Castellar, de 303 m, declarat bé cultural d'interès nacional.
Fou fundat per la tribu dels laietans cap al segle vi aC i fou abandonat entre els segles III i II aC. Se'n pot destacar la part vella, a solell, i la part nova, a l'obaga. És un dels poblats ibèrics més ben conservats dels voltants de la ciutat de Barcelona. Actualment, el poblat del Puig Castellar és visitable i s'hi poden fer visites guiades.

## Estructura
El traçat urbanístic segueix una estructura el·líptica, amb tres carrers longitudinals amb més de trenta cases. Aquesta estructura fa pensar que hi podria haver viscut una població de poc més de tres-cents habitants. Es dedicaven a l'agricultura i la ramaderia i, en segon terme, a la metal·lúrgia i el tèxtil. No totes les cases eren a la mateixa alçada dins del poblat; com més amunt es troba un habitatge, més importància tenien els seus habitants en la societat de la tribu ibera. Per això també es creu que la zona més elevada del poblat era la destinada als edificis més importants. Té una extensió d'aproximadament 5.000 m².

## Descobriment i excavacions

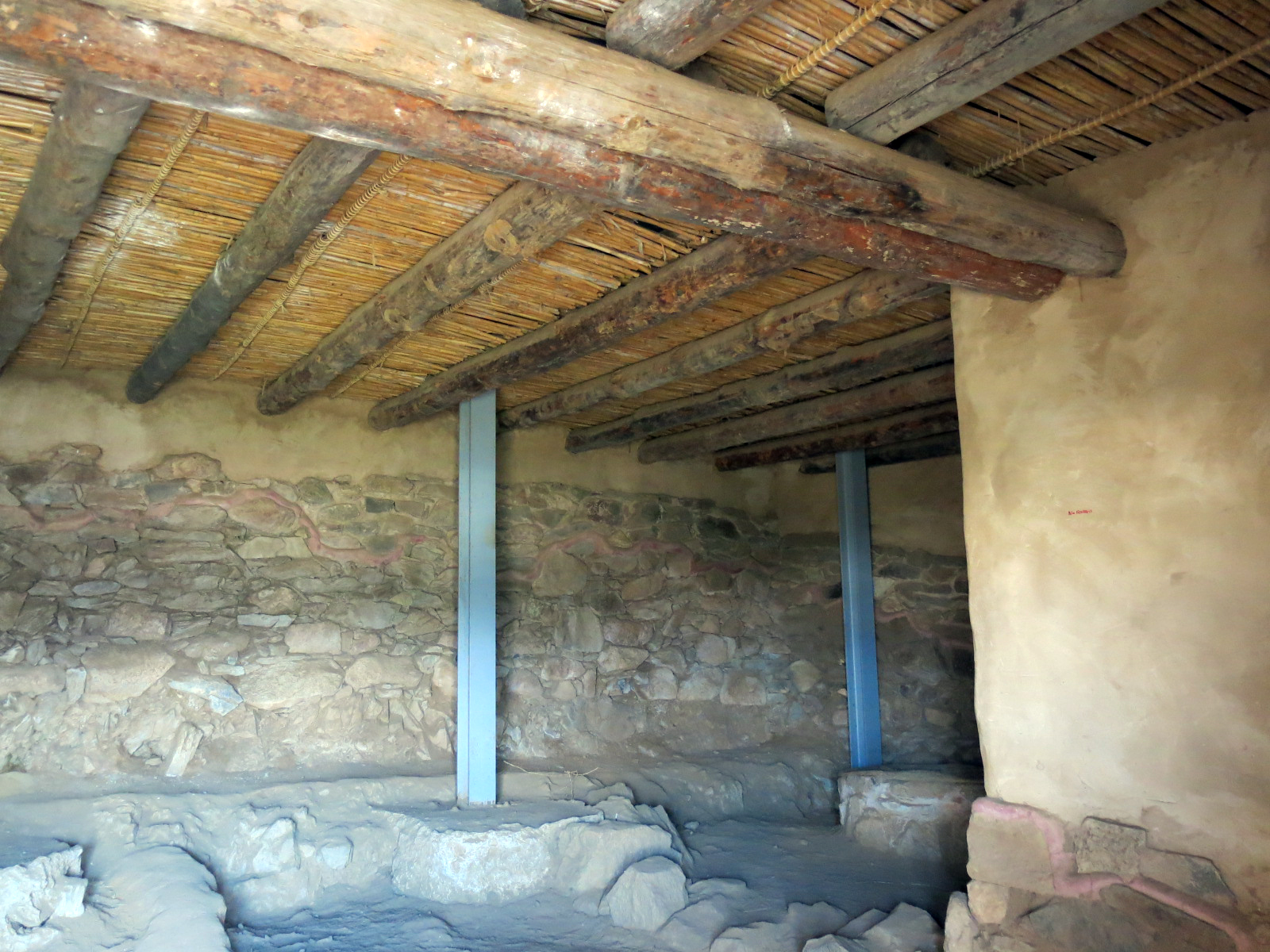
Reconstrucció d'un dels habitatges

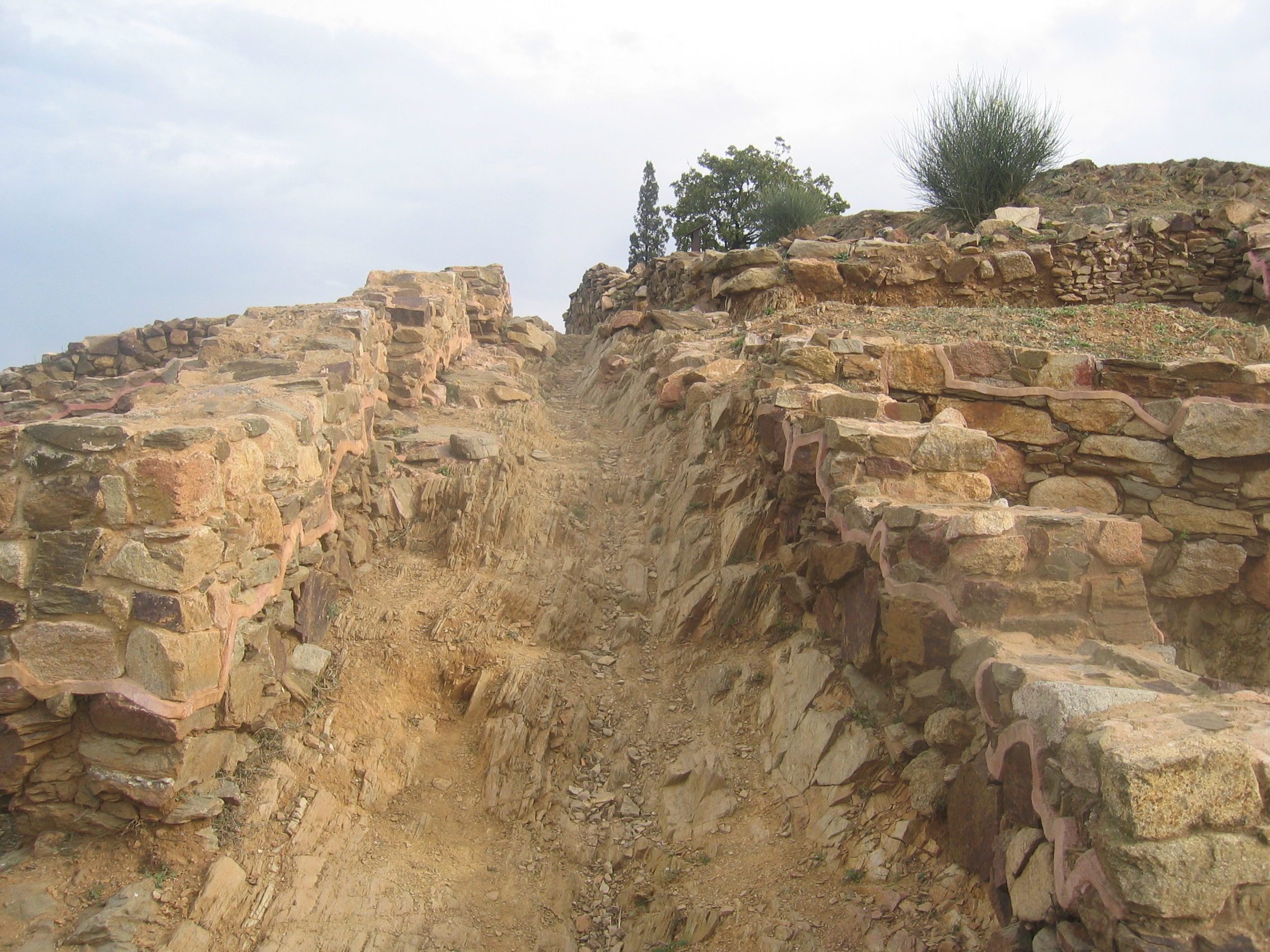
Poblat ibèric de Puig Castellar, detall de les excavacions

El Puig Castellar va ser descobert entre els anys 1904 i 1905 per Ferran Sagarra i de Siscar, un il·lustre habitant de Santa Coloma de Gramenet que era propietari de les terres on es troba el poblat. El 1917 Ferran Sagarra va donar els terrenys a l'Institut d'Estudis Catalans, i aquests, de 1922 a 1925, es dedicaren a excavar a la zona nord del poblat.

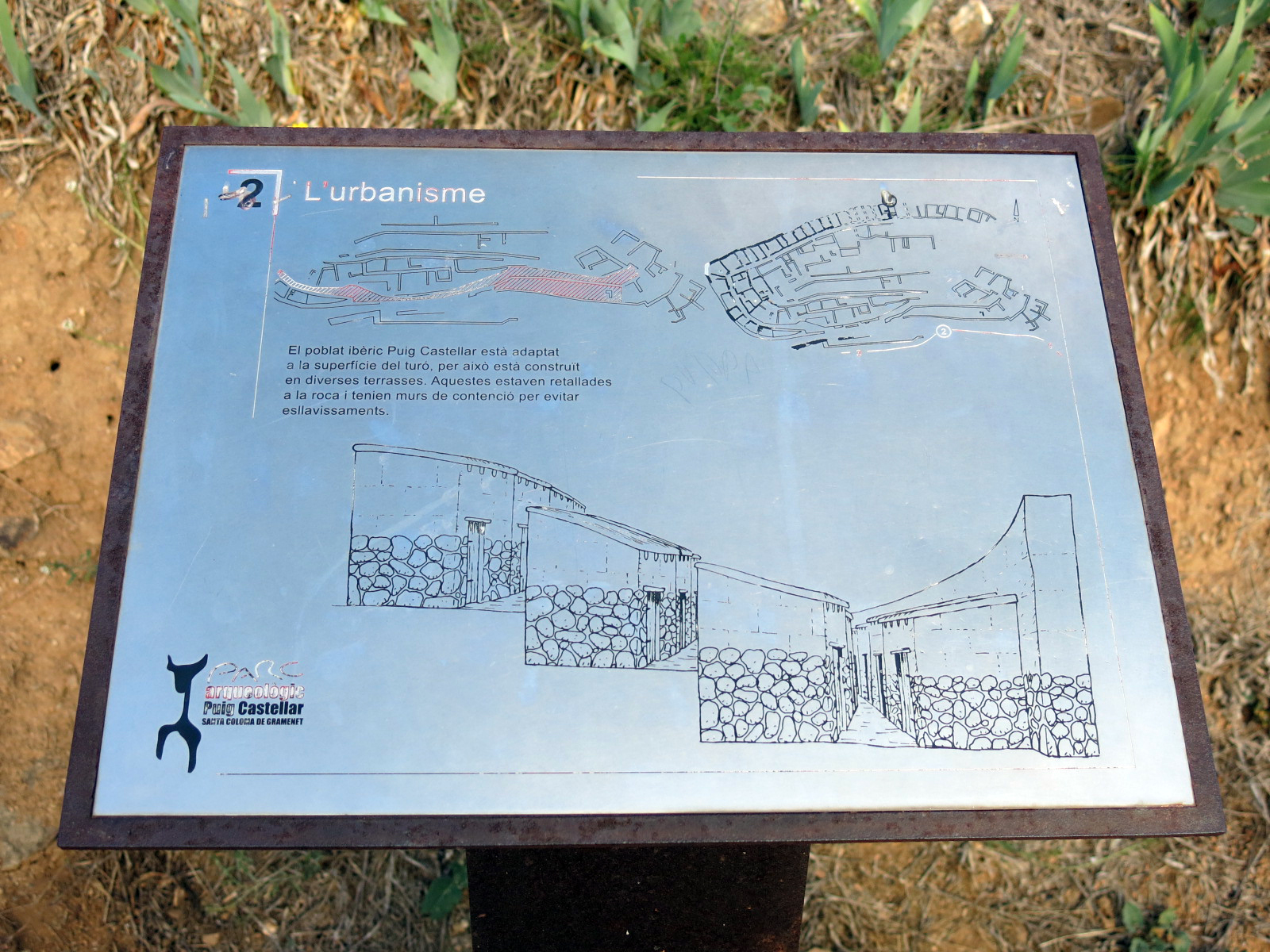
Plafó informatiu

L'any 1954 el Centre Excursionista del Puig Castellar va començar a fer diverses campanyes d'excavació i no es va acabar d'excavar el poblat sencer fins al 1958. Durant aquestes excavacions es van fer tres troballes molt importants: un capfoguer ibèric de ferro, un cap de terracota de la deessa de la fecunditat Tanit i un crani enclavat, segons sembla derivat de la tradició cèltica de conservar així el cap dels enemics vençuts. Aquestes troballes es conserven al Museu d'Arqueologia de Catalunya a Barcelona i al Museu Torre Balldovina de Santa Coloma de Gramenet.
En l'actualitat, el jaciment arqueològic es pot visitar de manera lliure i gratuïta. S'hi troben plafons explicatius que faciliten la comprensió de la visita, al llarg de la qual, entre altres coses, es pot veure la reconstrucció d'una casa amb un molí a l'interior.